# Michel Croz

Michel Croz

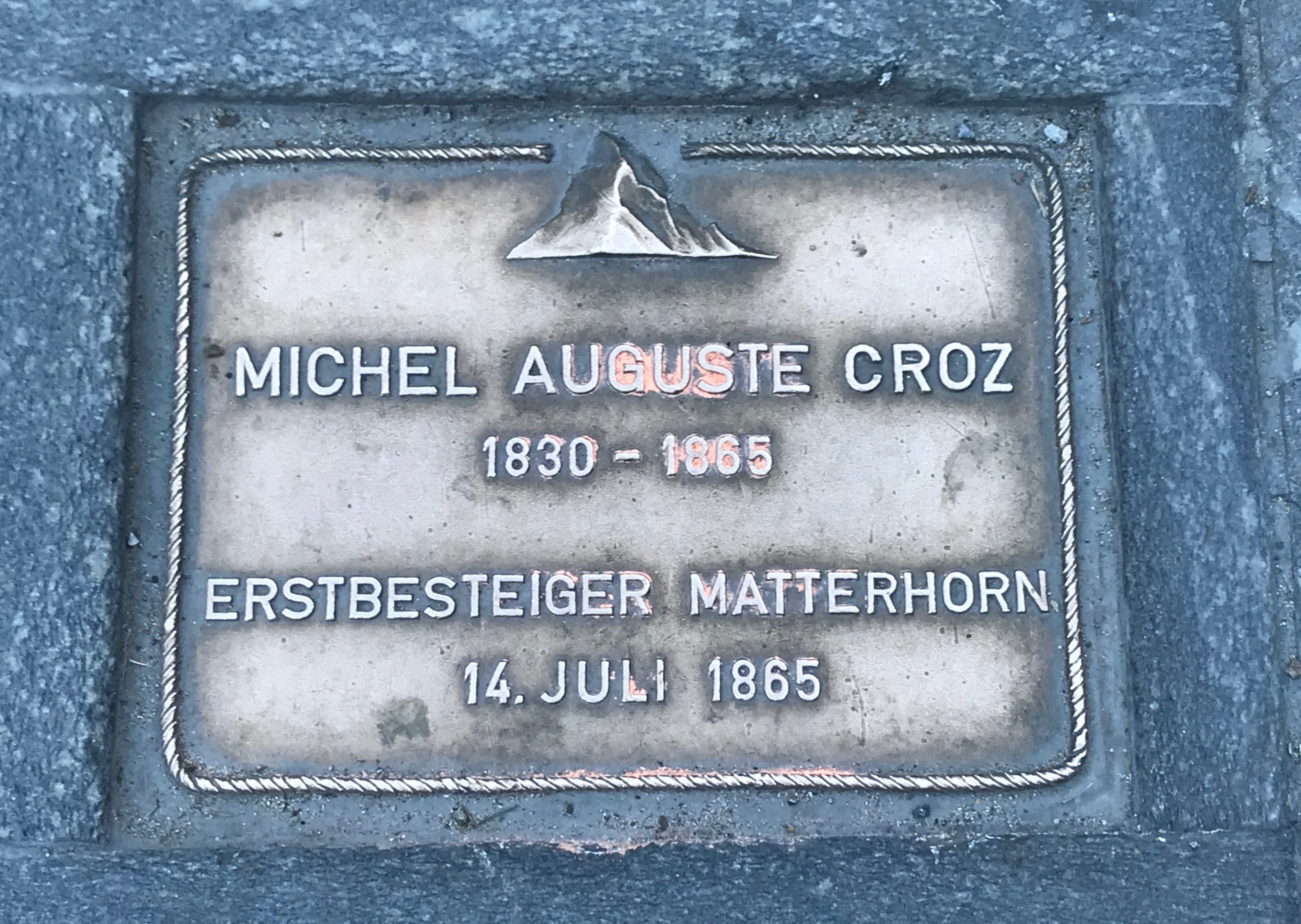
Erinnerungstafel auf der Bahnhofstrasse in Zermatt

Michel Auguste Croz (* 22. April 1830 in Le Tour, Chamonix; † 14. Juli 1865 am Matterhorn) war ein französischer Bergsteiger und Bergführer.
Er starb beim Abstieg der Seilschaft, der unter der Leitung von Edward Whymper die Erstbesteigung des Matterhorns gelungen war.

## Leben
Michel Croz wuchs als eines von vier Kindern in einem Dorf im Tal von Chamonix auf. Zunächst arbeitete er als Träger, bis er im Jahr 1859 als Führer für eine Besteigung des Mont Blanc engagiert wurde. Von da an war er bis zu seinem Tod als Bergführer tätig. Zusammen mit Charles Hudson, Douglas Robert Hadow und Francis Douglas stürzte er beim Abstieg vom Gipfel des Matterhorns am 14. Juli 1865 zu Tode. Der unverheiratete Croz wurde in Zermatt begraben.

## Erstbesteigungen
Michel Croz gilt als einer der leistungsfähigsten Bergführer seiner Zeit und war in seiner nur sechs Jahre dauernden Führertätigkeit an den Erstbesteigungen der folgenden Alpengipfel beteiligt:
- Grande Casse mit William Mathews und E. Favre am 8. August 1860
- Castor mit F. W. Jacomb und William Mathews am 23. August 1861
- Monte Viso mit F. W. Jacomb und William Mathews am 30. August 1861
- Mont Pourri im Alleingang am 4. Oktober 1861
- Barre des Écrins mit Adolphus Warburton Moore, Edward Whymper, Horace Walker und Christian Almer am 25. Juni 1864
- Mont Dolent mit A. Reilly, Edward Whymper, H. Charlet und M. Payot am 9. Juli 1864
- Aiguille d’Argentière mit A. Reilly, Edward Whymper, H. Charlet und M. Payot am 15. Juli 1864
- Grand Cornier mit Edward Whymper, Christian Almer und Franz Biner am 16. Juni 1865
- Pointe Whymper an den Grandes Jorasses mit Edward Whymper, Christian Almer and Franz Biner am 24. Juni 1865
- Moinegrat der Aiguille Verte mit Charles Hudson und Edward Shirley Kennedy im Juli 1865
- Matterhorn mit Edward Whymper, Lord Francis Douglas, Douglas Robert Hadow, Charles Hudson, Vater und Sohn Peter Taugwalder am 14. Juli 1865

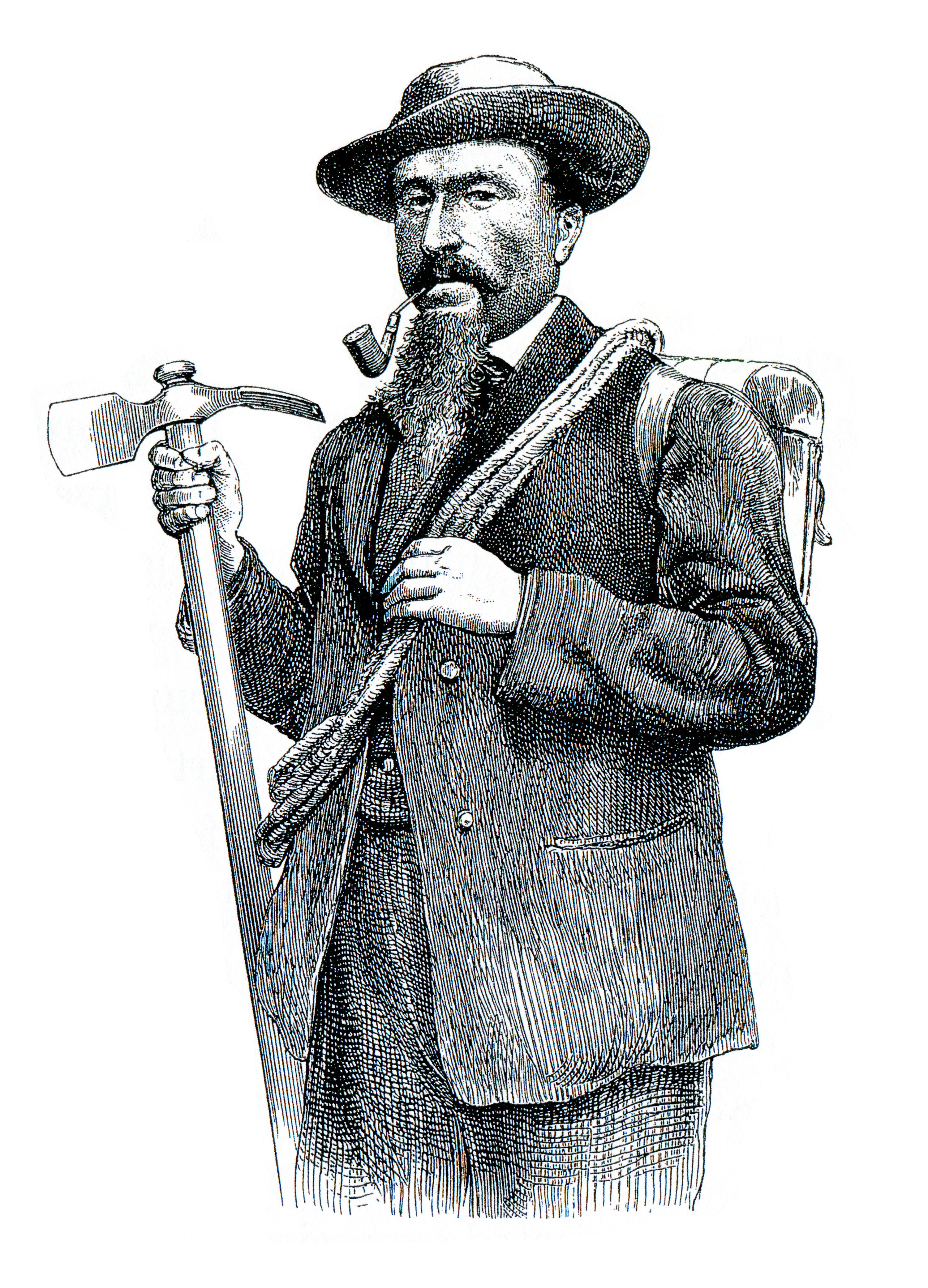
Michel Croz, Zeichnung von Edward Whymper, 1865
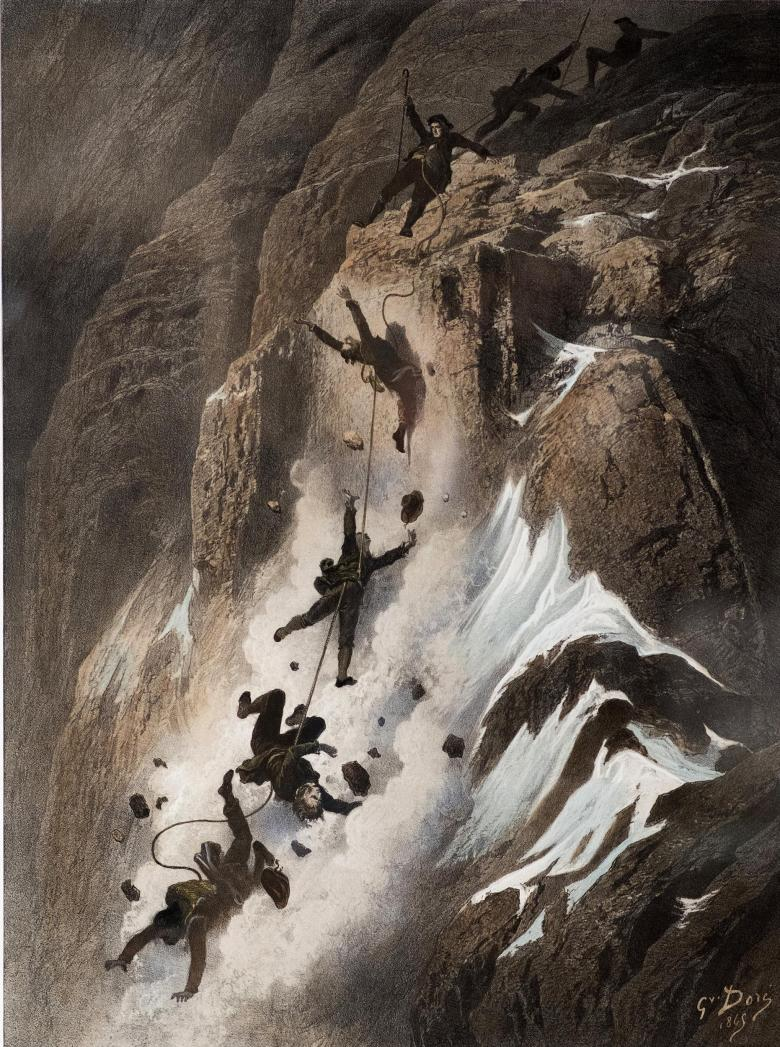
Illustration des Unglücks von Gustave Doré (1865)
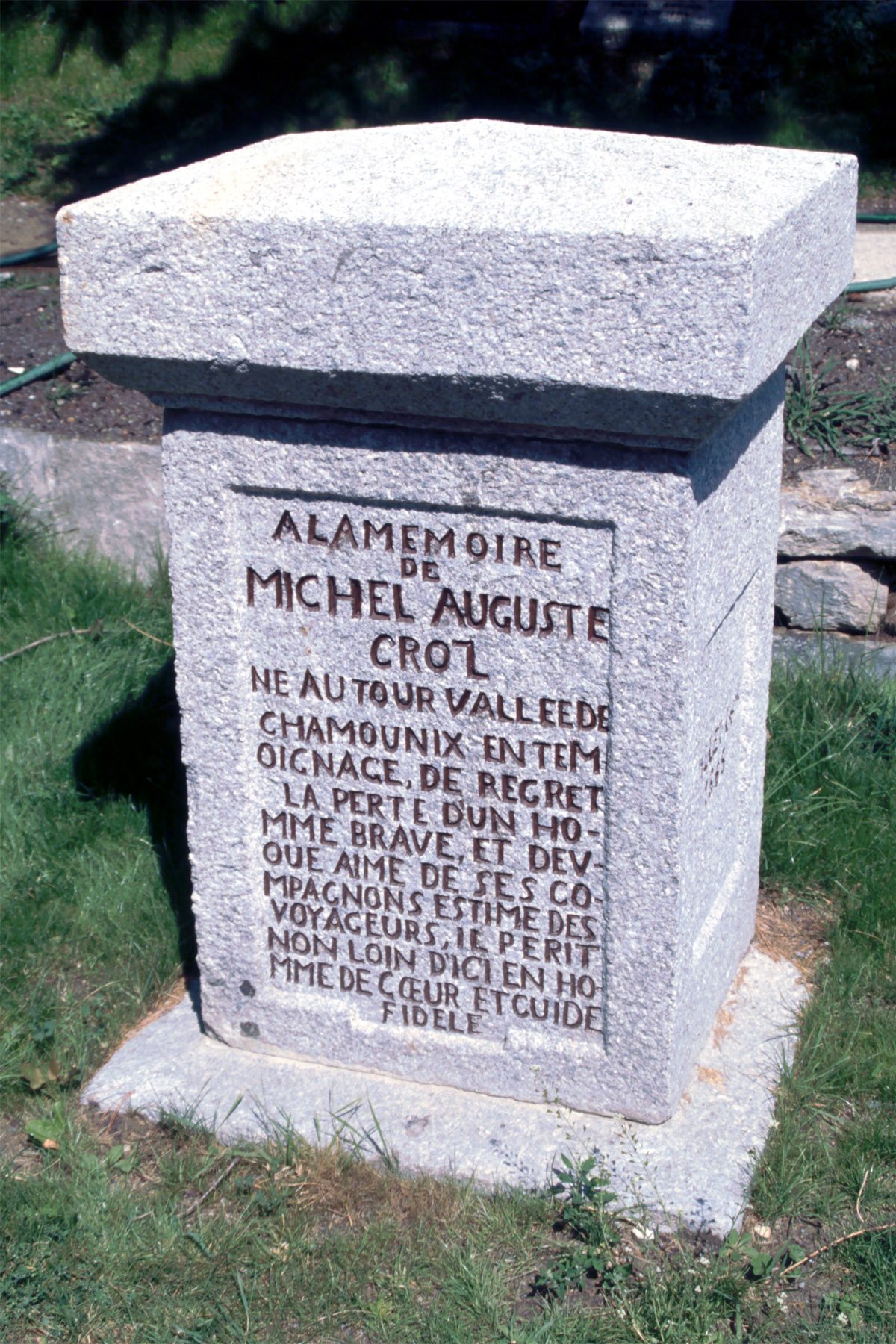
Grabstein in Zermatt